# Finding Carter
Finding Carter é uma série de televisão americana de drama adolescente que estreou na MTV EUA em 8 de julho de 2014. A série é filmada em Atlanta. Criada por Emily Silver e estrelada por Kathryn Prescott interpretando a protagonista Carter. A série teve a 1ª temporada com 12 episódios, e no dia 18 de agosto de 2014 a MTV renovou a série para a 2ª temporada que estreou dia 31 de março de 2015 e terminou dia 15 de dezembro de 2015 que contou com mais 12 episódios. No dia 29 de janeiro de 2016 a MTV cancelou a série devido à seus números de audiência.
Estreou em Portugal dia 26 de novembro de 2015 às 22:00 na MTV Portugal em versão legendada e com exibições regulares todas às quintas no mesmo horário.

## Sinopse
A protagonista da série é Carter, uma jovem adolescente cuja vida é virada de cabeça para baixo quando ela descobre que a mulher que ela pensava ser sua mãe, Lori, a havia sequestrado quando era uma criança. Agora, Carter retorna à sua família biológica e deve navegar através de sua nova vida, enquanto tenta se encontrar com Lori.

## Elenco
Elenco principal
- Kathryn Prescott - Carter Stevens/Linden Wilson[3]
- Cynthia Watros - Elizabeth Wilson[3]
- Alexis Denisof - David Wilson[3]
- Anna Jacoby-Heron - Taylor Wilson[3]
- Zac Pullam - Grant Wilson[3]

Elenco de apoio
- Meredith Baxter - vovó Joan[3][4]
- Jesse Carere - Ofe[4]
- Milena Govich - Lori Stevens[3]
- Stephen Guarino- Toby[3]
- Jesse Henderson - Gabe[4]
- Eddie Matos - Kyle[3]
- Vanessa Morgan - Bird[4]
- Andi Osho - Susan Sherman
- Robert Pine - Grandpa Buddy[3][4]
- Caleb Ruminer - Crash[4]
- Alex Saxon - Max[3]

## Recepção
Em sua primeira temporada, no agregador de críticas dos Estados Unidos, o Metacritic, que calcula as notas usando somente uma média aritmética ponderada de críticos que escrevem em maioria apenas para a grande mídia, a série tem 9 avaliações da imprensa anexadas no site e uma pontuação de 71 entre 100, com a indicação de "revisões geralmente favoráveis".